# Mark Brnovich

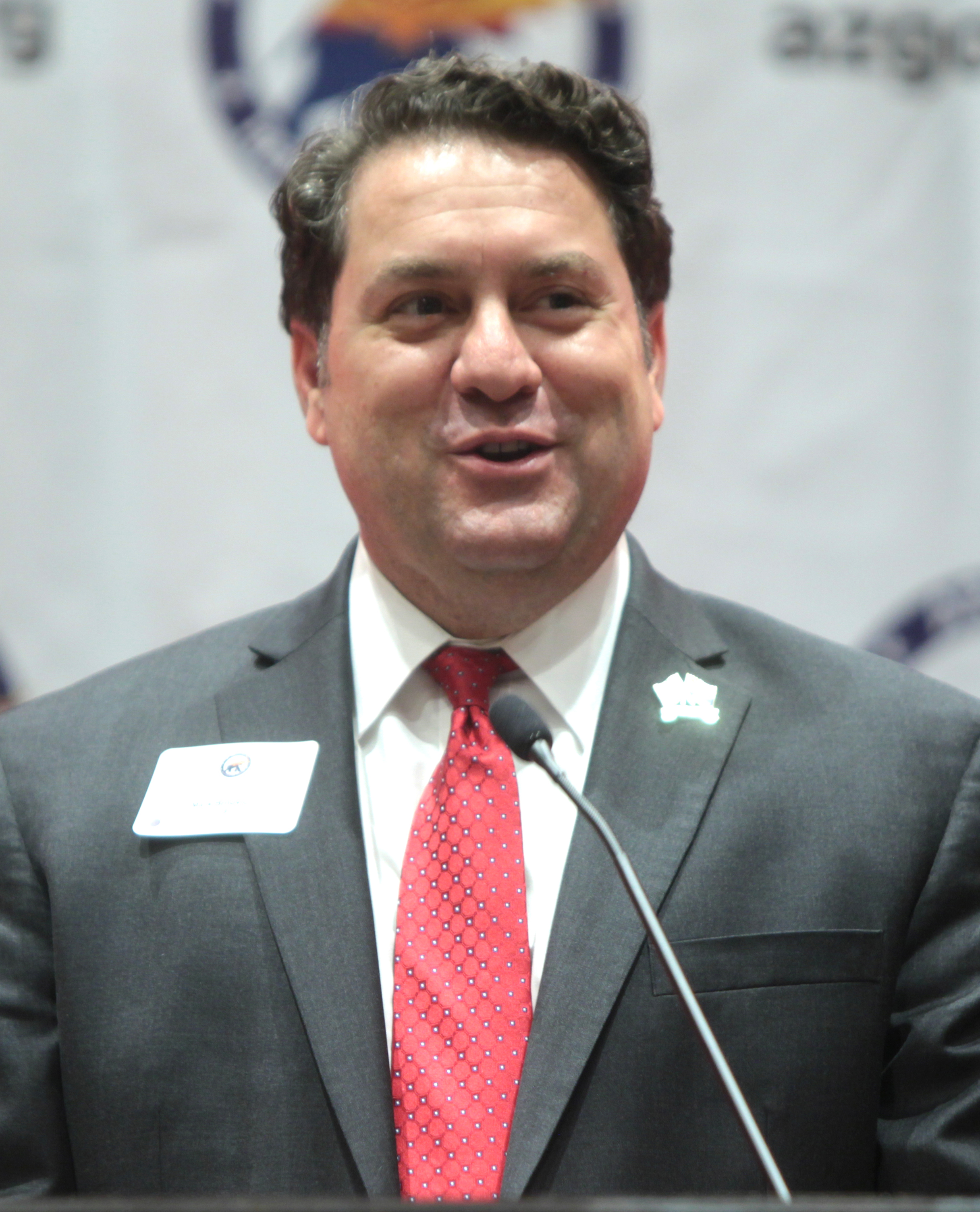
Mark Brnovich bei einem Wahlkampfauftritt 2014

Mark Brnovich (* 1966 in Detroit, Michigan) ist ein US-amerikanischer Jurist und Politiker (Republikanische Partei).

## Werdegang
Mark Brnovich ist der Sohn von serbischen Einwanderern. Die Familie seines Vaters stammte aus dem Gebiet des heutigen Montenegro. Die Familie seiner Mutter Maria kam aus einer kleinen Stadt in der Nähe der Großstadt Split im heutigen Kroatien. Sie ist nach dem Zweiten Weltkrieg in den 1950er Jahren in die Vereinigten Staaten eingewandert, um dem Kommunismus unter dem jugoslawischen Diktator Josip Broz Tito zu entfliehen. Seine Eltern lernten sich in Michigan kennen und heirateten dort. Aus der Ehe gingen drei Töchter und ein Sohn hervor, wobei Mark Brnovich das jüngste der Kinder war. Der gesundheitliche Zustand seines Vaters verschlechterte sich im Laufe der Zeit. Er litt an einem Lungenemphysem und Atemproblemen. Die Familie zog dann in den 1960er Jahren nach Arizona in der Hoffnung, das trockene Klima würde seinem Vater guttun. Mark Brnovich wuchs in Phoenix (Maricopa County) auf. Er besuchte dort die öffentlichen Schulen, von der ersten Klasse bis zu High School. Sein Vater verstarb im Alter von 52 Jahren, als er noch auf der High School war. Mark Brnovich ging dann auf die Arizona State University, wo er mit einem Bachelor in Science in Politikwissenschaft (magna cum laude) abschloss. Seinen Juris Doctor machte er 1991 an der University of San Diego School of Law. Danach kehrte er nach Arizona zurück.
Mark Brnovich traf seine zukünftige Ehefrau Susan, als sie beide als Staatsanwälte für das Maricopa County Attorney’s Office tätig waren. Er war zwischen 1992 und 1998 in der Banden-/Wiederholungstätereinheit tätig und bearbeitete viele schwierige Fälle, die von großem öffentlichen Interesse waren. Stets an neuen Herausforderungen interessiert, arbeitete er von 1998 bis 2003 in der Behörde vom Attorney General von Arizona. Dabei war er als stellvertretender Attorney General von Arizona tätig mit dem Fokus auf Glücksspielbelange.
Als Direktor vom Goldwater Institute verfasste er dann zahlreiche Studien, Artikel und kurz Darstellungen, wo es um die Verfechtung von freien Märkten und der individuellen Freiheit ging. Brnovich diente auch kurz als Senior Director der Corrections Corporation of America, bevor er wieder in den öffentlichen Dienst zurückkehrte. In der Folgezeit war er als stellvertretender Bundesstaatsanwalt für den District of Arizona tätig, wo er Bundesglücksspielverbrechen nachging.
Er gab dann seine Stellung als stellvertretender Bundesstaatsanwalt auf, um 2009 Direktor vom Arizona Department of Gaming (ADG) zu werden – einer Strafverfolgungsbehörde, welche illegale Glücksspielaktivitäten untersucht und Anstrengungen unternimmt mit der Stammesaufsichtsbehörde die Integrität des Stammesglücksspiels zu gewährleisten. Bis zu seinem Rücktritt im Jahr 2013 beschlagnahmte das Ministerium zum ersten Mal in der Geschichte der Behörde Hunderte von illegalen Glücksspielgeräten, führte Ermittlungen durch und half bei der Strafverfolgung von illegalen Glücksspielbetrieben. Das Ministerium rationalisierte auch den Anbieterzertifizierungsprozess und arbeitete aktiv in den Stammesglücksspielbetrieben, um die große Anzahl an Verstößen im Laufe jedes Jahres in seiner Amtszeit zu reduzieren.
Bei den Vorwahlen 2014 für den Posten des Attorney General von Arizona besiegte Brnovich den republikanischen Amtsinhaber Tom Horne. In den folgenden Wahlen im November 2014 setzte er sich dann gegen seine demokratische Herausforderin Felecia Rotellini durch. Seinen Amtseid legte er am 5. Januar 2015 ab.
Mark und seine Ehefrau Susan haben zwei Kinder, Milena und Sofija. Er ist ein großer Fan der Grateful Dead.